# Duelle
À ne pas confondre avec le film Duelles (2018) d'Olivier Masset-Depasse.
Pour plus de détails, voir Fiche technique et Distribution.
Duelle est un film français réalisé par Jacques Rivette, sorti en 1976. Il fait partie d'une tétralogie inachevée : Scènes de la vie parallèle, dont Noroit est l'autre volet.

## Synopsis
Leni, fille de la Lune, et Viva, fille du Soleil, ont le droit de passer sur la Terre quelques jours par an. Mais chacune cherche à étendre son pouvoir, et les humains sont les jouets de leurs jeux cruels. Lucie, jeune réceptionniste d'hôtel, Pierrot, acrobate, Jeanne/Elsa, ticket-girl dans un dancing, comptent parmi leurs victimes. Mais la rivalité des deux déesses va mettre à jour une pierre maléfique, la Fée Marraine... 
Un film entre réalisme et occultisme.

## Fiche technique
- Titre : Duelle (une quarantaine)
- Réalisation : Jacques Rivette
- Scénario : Eduardo de Gregorio et Marilù Parolini, dialogue Eduardo de Gregorio
- Premier assistant réalisateur : Bertrand Van Effenterre
- Assistants réalisateur : Jean-Jacques Aublanc, Denys Granier-Deferre, Alain Centonze, Bernard Granger, Claude Cadiau, Serge Valezy
- Image : William Lubtchansky, assisté de Dominique Chapuis et Jean-Claude Vicquery
- Son : Pierre Gamet, assisté de Michel Kharat
- Décors : Eric Simon
- Costumes : Renée Renard
- Vêtements de Juliet Berto : Serge Lepage
- Maquillage : Ronaldo Abreu
- Coiffure : Chantal Durpoix
- Perruques de Bulle Ogier : Carl Moisant
- Photographe de plateau : Monique Jamet alias Moune Jamet
- Montage : Nicole Lubtchansky, assistée de Cris Tullio Altan, Florence Bory, Agnès Matarasso
- Producteur : Stéphane Tchalgadjieff
- Production : Sunchild / Les Productions Jacques Roitfeld / INA
- Pays d'origine :  France
- Format : couleur - 1,66:1 - Mono - 35 mm
- Genre : drame
- Durée : 121 minutes
- Date de sortie : 15 septembre 1976 (France)

## Distribution
- Juliet Berto : Leni
- Bulle Ogier : Viva
- Jean Babilée : Pierrot
- Hermine Karagheuz : Lucie
- Nicole Garcia : Jeanne / Elsa
- Claire Nadeau : Sylvia Stern
- Élisabeth Wiener : l'alliée de Viva
- Jean Wiener : le pianiste
- André Dauchy : l'accordéoniste